# Zamek w Krzemieńcu
Zamek w Krzemieńcu – ruiny zamku z XIII-XIV wieku, przebudowanego w XVI wieku, znajdujące się w Krzemieńcu na terenie dzisiejszej Ukrainy.

## Historia
W XII wieku wzniesiono tu drewniany gród książąt ruskich, których drewniane umocnienia zastąpiono murowanymi w XIII-XIV wieku. Zamek ufortyfikowany był na tyle silnie, że w roku 1226 nie mógł go zdobyć król Andrzej Węgierski, a w 1241 Tatarzy. W 1321 roku Krzemieniec wraz z Łuckiem znalazł się pod panowaniem Litwy, później Polski jako siedziba starostwa grodowego w województwie wołyńskim.
W latach 1409–1418 więziony tu był przez księcia Witolda jego kuzyn Świdrygiełło za sprzymierzanie się w czasie Wielkiej wojny z Krzyżakami przeciwko Jagielle i Witoldowi. Uwięzienie nie było ciężkie i zarządzający zamkiem zbieg krzyżacki Konrad z Falkenbergu pozwalał Świdrygielle przyjmować gości, spośród których książęta Daszko Ostrogski i Aleksander Nos postanowili pomóc Świdrygielle w ucieczce. Wysłali dwóch ludzi, którzy weszli w skład załogi zamkowej i w nocy 24 marca 1418 otworzyli bramy zamku, do którego wdarło się 500 ludzi księcia Ostrogskiego. Wymordowano całą załogę, w tym broniącego się z mieczem w ręku Konrada z Falkenbergu.
W 1536 roku starostwo krzemienieckie otrzymała od męża Zygmunta Starego królowa Bona. Z jej inicjatywy dokonano przebudowy zamku na renesansowy i wzmocniono umocnienia. W okresie późniejszym zamek należał do kolejnych królów polskich.
W październiku 1648 roku po 6-tygodniowym oblężeniu pułkownik kozacki Maksym Krzywonos zdobył zamek i zburzył go. Nie odbudowany zamek popadł w ruinę.

## Architektura
Zamek wzniesiono na wierzchołku stromej góry zwanej Górą Bony, górującej nad miastem. Ukształtowanie terenu wymusiło nieregularny plan zamku. Z zamku zachowały się mury przyziemia – od wschodu wieża bramna z przejazdem i platformą od strony urwiska, fragmenty murów obwodowych, od zachodu budynek mieszkalny i dwie kondygnacje ceglanej wieży wzniesionej na planie kwadratu. W XVI wieku zamek posiadał trzy wieże i po modernizacji jego mury wyposażono w artylerię.